# جوزيف جاكسون
جوزيف والتر «جو» جاكسون (بالإنجليزية: Joseph Walter Jackson)‏ أو جوزيف جاكسون (26 يوليو 1928-27 يونيو 2018) هو مدير موسيقي، ملاكم، ومدير مواهب أمريكي، وهو والد ومدير عائلة جاكسون من الفنانين التي تضم مايكل جاكسون، جانيت جاكسون، الجاكسون 5، ريبي جاكسون ولاتويا جاكسون.

## النشأة
ولد جوزيف جاكسون في فونتين هيل، أركنساس،  وهو الأكبر بين ستة أطفال، إلى كريستال لي (نيي كينغ؛ 1907-1992) وصامويل جاكسون (1893-1993)  وكان إخوته فيرنا ماي (1930 - 1937)، لولا ماي (من مواليد 1932)، لورنس (ولد في 1933)، لوثر (1935)، واندا (1937)
وصف جاكسون طفولته بأنه كان «وحيد» في وقت لاحق قام بالكتابة في مذكراته وأنه نادرا ما يلعب مع الأطفال الآخرين، وقال أن والده مستبد وصارم. عندما كان في الثانية عشر تطلق والديه وجاكسون وبعض من إخوته انتقلوا مع والدهما إلى أوكلاند. في الثامنة عشرة، انتقل إلى شرق شيكاغو، في إنديانا للعيش بالقرب من والدته. تزوج جاكسون من زوجته الأولى ولكن بعد ذلك بوقت قصير تم فسخ زواجهما. خلال هذا الوقت، كان جاكسون على علاقة غرامية مع كاثرين سكروس. بعد الخطوبة لمدة سنتين، تزوج في 5 نوفمبر 1949.
قضى جاكسون جزءاً من حياته يريد فيه أن يكون ملاكم محترف وقضى وقتا في القفازات الذهبية. ومع ذلك، انتهت أحلام جاكسون في مجد الملاكمة مبكراً وثم بدأ بمزاولة مهنة الموسيقى، وتشكيل الصقور، حيث لعب الغيتار، انضم شقيقه لوثر أيضا باعتباره عازف الساكسفون. ومع ذلك، بعد بضع سنوات، فشل الفريق في الحصول على صفقة تسجيل وفضت. مع ثلاثة أطفال الآن بحاجة لإطعامهم، بدأ جاكسون بالعمل كمشغل رافعة في شركة الحديد والصلب بالولايات المتحدة في شرق شيكاغو. النمو المتزايد للأسرة تسبب لجاكسون في العمل الإضافي لتغطية نفقاتهم ومما أذى الأسرة للحصول على ملابسهم والمواد الغذائية من جيش الخلاص.

## الجاكسون 5
بدأ جاكسون العمل مع مجموعة أبنائه الموسيقية في عام 1960 في وقت مبكر، والعمل الأول مع أبنائه الثلاثة الأكبر، جاكي، تيتو وجيرمين. انضما الأصغر سنا من أبناء مارلون ومايكل في نهاية المطاف بالفرقة المساندة. في البداية، توجهت المجموعة تحت الإخوة جاكسون. بعد إدراج مارلون ومايكل وزيادة دور مايكل الصوتية في المجموعة، تم تغيير اسم الفرقة إلى جاكسون 5.
بعد بضع سنوات من الأداء في مسابقات المواهب ومهام المدرسة الثانوية، جاكسون وأبنائه أدوا في نهاية المطاف في مسرح نيو ريغال ومسرح أبولو. بعد هذا النجاح، بدأ جاكسون بالعمل بدوام جزئي فقط في شركة الولايات المتحدة للصلب.

## الصورة العامة
زعم مايكل جاكسون أنه من في سن مبكرة كان يتم إيذاءه جسديا وعاطفيا من قبل والده، ويعاني من البروفات المتواصلة والجلد والشتائم، ولكن اعترف أيضا أن انضباط والده الصارم لعب دورا كبيرا في نجاحه.
في عام 2003، في مقابلة مع لويس تيرو للتلفزيون وثائقي بي بي سي دعا لويس ومارتن ومايكل، اعترف جوزيف باستخدام العقاب البدني على اطفاله.

## الأبناء
لدى جاكسون عشرة أطفال من زوجته كاثرين سكروز.
- مورين جاكسون (مواليد 29 مايو 1950)
- سيغموند اسكو «جاكي» جاكسون (مواليد 4 مايو 1951)
- تيتو جاكسون (مواليد 15 أكتوبر 1953)
- جيرمين جاكسون (مواليد 11 ديسمبر 1954)
- لاتويا جاكسون ايفون (مواليد 29 مايو 1956)
- براندون جاكسون (توفي 12 مارس 1957، عند الولادة)
- مارلون ديفيد جاكسون (مواليد 12 مارس 1957)
- مايكل جوزيف جاكسون (مواليد 29 أغسطس 1958 - توفي 25 حزيران 2009)
- ستيفن راندال «راندي» جاكسون (مواليد في 29 أكتوبر 1961)
- جانيت جاكسون (مواليد 16 مايو 1966)

## وفاته
توفي جوزيف جاكسون، والد المطرب الراحل مايكل جاكسون بعد صراع طويل مع المرض عن عمر ناهز 89 عامًا.
وأصيب جوزيف جاكسون بالسرطان في مرحلة متأخرة منه وتحديدًا سرطان البنكرياس في مرحلته الرابعة

## روابط خارجية
- جو جاكسون على موقع IMDb (الإنجليزية)
- جو جاكسون على موقع ميوزك برينز (الإنجليزية)
- جو جاكسون على موقع أول موفي (الإنجليزية)
- جو جاكسون على موقع إن إن دي بي (الإنجليزية)
- جو جاكسون على موقع ديسكوغز (الإنجليزية)